# On cap home ha anat abans

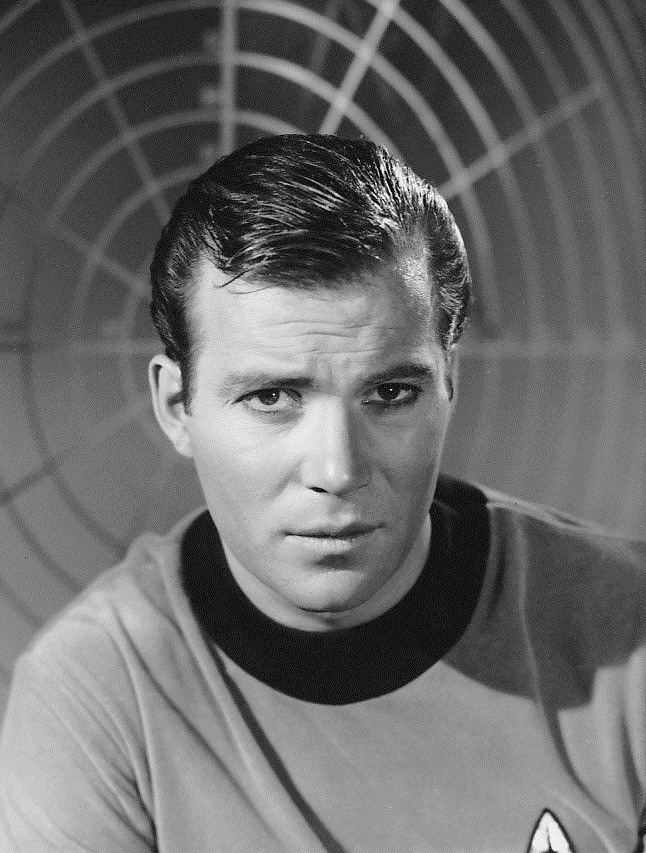
La frase va ser pronunciada originalment pel capità James T. Kirk (William Shatner) a la sèrie original Star Trek.

"On cap home ha anat abans" (originalment en anglès, Where no man has gone before) és una frase que es va popularitzar a través del seu ús a la seqüència de títols de la sèrie de televisió de ciència-ficció sèrie original Star Trek de 1966–1969, que descriu la missió de la nau estel·lar Enterprise. El discurs introductori complet, pronunciat per William Shatner com a capità James T. Kirk al principi de cada episodi, és:
| « | Espai: la frontera final. Aquests són els viatges de la nau estel·lar Enterprise. La seva missió de cinc anys: explorar nous mons estranys; buscar nova vida i noves civilitzacions; anar amb valentia on cap home ha anat abans! | » |

Aquesta introducció va començar tots els episodis de la sèrie excepte els dos episodis pilot de televisió: "La gàbia" (que va precedir la participació de Shatner) i "On no ha anat mai cap home". Aquesta introducció es va utilitzar per al començament de cada episodi de la sèrie Star Trek: La nova generació, però amb la frase "missió de cinc anys" canviada a una "missió contínua" més oberta, i la frase final canviada a gènere i neutralitat d'espècie "on ningú ha anat abans". La introducció completa, pronunciada per Patrick Stewart com a capità Jean-Luc Picard, és: 
| « | Espai: la frontera final. Aquests són els viatges de la nau estel·lar Enterprise. La seva missió contínua: explorar nous mons estranys; buscar nova vida i noves civilitzacions; anar amb valentia on ningú no ha anat abans! | » |

La sèrie produïda després de La nova generació no faria servir cap mena de discurs introductori, fins a la sèrie de preqüeles Star Trek: Strange New Worlds. La introducció, pronunciada per Anson Mount com el capità Christopher Pike, el predecessor de Kirk, encapçala la seqüència de títols de cada episodi i combina la versió del discurs de Kirk amb la frase final neutral.

## Origen
El blogger Dwayne A. Day diu que la cita va ser extreta de Introduction to Outer Space, un fullet de la Casa Blanca publicat el 1958 per obtenir suport per a un programa espacial nacional arran del vol de l'Sputnik. Es deia a la pàgina 1:
| « | El primer d'aquests factors és l'impuls irresistible de l'home per explorar i descobrir, l'impuls de la curiositat que porta els homes a intentar anar on ningú no ha anat abans. La major part de la superfície de la Terra ja ha estat explorada i els homes ara es dediquen a l'exploració de l'espai exterior com a proper objectiu. | » |

S'han utilitzat expressions similars a la literatura abans del 1958. Per exemple, una variació de la frase "on cap home ha anat abans", és a dir, per mars mai navegats abans, va ser utilitzada per primera vegada pel poeta portuguès Luís de Camões al seu poema èpic Els Lusíades, publicat el 1572. El poema celebra la nació portuguesa i el descobriment de la ruta marítima cap a l'Índia per Vasco da Gama.
Després d'una de les primeres expedicions a Terranova, el capità James Cook va declarar que tenia la intenció d'anar no sols "més lluny del que cap home ha estat abans de mi, sinó tan lluny com crec que és possible que un home arribi" (èmfasi afegit). La nau més famosa de Cook, l'«Endeavour», va donar nom a l'últim transbordador espacial produït, de la mateixa manera que la nau estel·lar USS Enterprise (NCC-1701) ''Enterprise'' donar el seu nom a la nau de proves del programa Transbordador.
Com a exemple addicional, amb una coincidència més propera, la novel·la curta de H. P. Lovecraft The Dream-Quest of Unknown Kadath, escrita el 1927 i publicada el 1943, inclou aquest passatge (èmfasi afegit):
| « | Finalment, malalt d'enyorança per aquells carrers brillants de posta de sol i camins críptics de turons entre antigues teulades de teules, sense poder dormir o despertar per treure'ls de la seva ment, Carter va decidir anar amb súplica audaç on cap home havia anat abans, i atrevir-se pels deserts gelats a través de la foscor fins on Kadath desconegut, velat de núvols i coronat amb estrelles inimaginables, guarda en secret i nocturn el castell d'ònix dels Grans. | » |

La frase va ser introduïda per primera vegada a Star Trek per Samuel Peeples, a qui s'atribueix el suggeriment que s'utilitzés com a nom d'episodi. L'episodi es va convertir en "On no ha anat mai cap home", el segon pilot de Star Trek. La frase en si es va incorporar posteriorment a la narració inicial de la sèrie, que va ser escrita a l'agost de 1966, després que es filmessin diversos episodis, i poc abans que la sèrie s'estrenés. És el resultat de l'aportació combinada de diverses persones, incloent-hi el creador de "Star Trek" Gene Roddenberry i els productors John D. F. Black i Bob Justman. Un dels primers esborranys és el següent:
| « | Aquesta és l'aventura de la nau espacial unida "Enterprise". Assignada una patrulla galàctica de cinc anys, la valenta tripulació de la nau espacial gegant explora l'emoció de nous mons estranys, civilitzacions desconegudes i gent exòtica. Aquests són els seus viatges i les seves aventures... | » |

Sota la seva influència, la cita narrativa anterior va passar per diverses revisions abans de ser seleccionada per al seu ús a la sèrie de televisió.
Dins de l'univers, la frase es va atribuir a l'episodi pilot de Star Trek: Enterprise "Broken Bow" a l'inventor del motor de curvatura, el Dr. Zefram Cochrane, en un discurs gravat durant la inauguració de les instal·lacions dedicades a dissenyar el primer motor capaç d'arribar a Curvatura 5 — fent així que l'exploració interestel·lar fos pràctica per als humans — l'any 2119, uns trenta-dos anys abans del llançament el 2151 de la primera nau impulsada per un motor d'aquest tipus, l'Enterprise (NX-01):
| « | En aquest lloc, es construirà un motor potent. Un motor que algun dia ens ajudarà a viatjar cent vegades més ràpid que avui. Imagineu-vos-ho: milers de planetes habitats a l'abast de la mà... i podrem explorar aquests nous mons estranys i buscar nova vida i noves civilitzacions. Aquest motor ens permetrà anar amb valentia... on cap home ha anat abans. | » |

## Altres usos
Leonard Nimoy com a Spock va oferir una versió lleugerament alterada del monòleg complet al final de Star Trek 2: La còlera del Khan, separada de la versió utilitzada a La nova generació. En aquesta versió, el monòleg descriu la missió de la tripulació com una recerca no només de nova vida, sinó de "noves formes de vida". La primera afirmació, "Aquests són els viatges de la nau estel·lar Enterprise", també s'augmenta com "Aquests són els viatges "continus" de la nau estel·lar Enterprise"; la "missió de cinc anys" de la nau es canvia en conseqüència a la "missió en curs" de la tripulació. El monòleg complet és:
| « | Espai: la frontera final. Aquests són els viatges continus de la nau estel·lar "Enterprise". La seva missió contínua: explorar nous mons estranys; buscar noves formes de vida i noves civilitzacions; anar amb valentia on cap home ha anat abans! | » |

La frase final es fa referència a l'univers quan Kirk narra el seu últim diari de capità al final de Star Trek VI: The Undiscovered Country; assenyala que la propera tripulació de lEnterprise continuarà "anant amb valentia on cap home... on ningú... ha anat abans", un canvi provocat per les crítiques dels extraterrestres anteriorment a la pel·lícula sobre el centrisme humà de la tripulació. La versió neutral de la frase final ja s'havia utilitzat al discurs introductori de La nova generació, que es va estrenar quatre anys abans.
El monòleg complet es va tornar a pronunciar al final del final de la sèrie Star Trek: Enterprise, "These Are the Voyages...," pels capitans de les tres naus espacials principals (NCC-1701-D, NCC-1701, i NX-01) per portar el nom d'"Enterprise"; Patrick Stewart va pronunciar les dues primeres frases, William Shatner la tercera i la quarta, i Scott Bakula —com a capità Jonathan Archer— la frase final. Aquesta versió combina les frases "La seva missió contínua" (pronunciada per Stewart) i "on cap home ha anat abans" (pronunciada per Bakula) en el mateix discurs.
Es van utilitzar versions del monòleg complet al final de cada pel·lícula de la trilogia de reinvenció de Star Trek; totes utilitzen la frase final més neutral. A la pel·lícula del 2009 Star Trek, el monòleg el pronuncia Leonard Nimoy i utilitza la seva versió de La còlera del Khan sense la paraula "continua". El monòleg s'utilitza dins l'univers com a part d'un discurs pronunciat per Kirk de Chris Pine a la cerimònia de reinauguració de lEnterprise a Star Trek Into Darkness; s'utilitza la versió pronunciada per Kirk de William Shatner, alterada amb "La seva missió de cinc anys". Star Trek Beyond utilitza la mateixa versió de La nova generació, pronunciada per Kirk, Spock, Scotty, Bones, Sulu, Chekov i Uhura.

## Fora deStar Trek
La frase també ha guanyat popularitat fora de Star Trek. El 1989, la NASA va utilitzar la frase per titular la seva retrospectiva del Projecte Apollo: Where No Man Has Gone Before: A History of Apollo Lunar Exploration Missions.
La frase s'ha convertit en un snowclone, un recurs retòric i un tipus de joc de paraules en què es substitueix una paraula dins d'ella mantenint l'estructura general. Per exemple, un episodi de Futurama del 2002 que tractava de la devoció d'un personatge per Star Trek s'anomena "Where No Fan Has Gone Before", un nivell del videojoc Teenage Mutant Ninja Turtles: Turtles in Time s'anomena "Starbase: Where No Turtle Has Gone Before". L'astronauta italiana Samantha Cristoforetti es va convertir en la primera barista a l'espai a l'Estació Espacial Internacional, i va tuitejar "To Boldly Brew..." el maig de 2015; per a l'ocasió, portava roba de Star Trek.
La frase es va esmentar sarcàsticament a la caixa de venda del joc d'ordinador de 1987 Space Quest: The Sarien Encounter, que deia "La seva missió: fregar cobertes brutes... substituir bombetes cremades... ANAR AMB AUDÀCIA ON CAP HOME HA ESCOMBRAT EL TERRE!" (èmfasi original).A la sèrie de ciència-ficció Babylon 5, el personatge Susan Ivanova insinua que una dona és promiscua dient al capità John Sheridan: "Bona sort, capità. Crec que estàs a punt d'anar on... tothom ha anat abans".
L'infinitiu dividit "anar amb audàcia" també ha estat objecte de bromes sobre la seva correcció gramatical. L'humorista britànic i autor de ciència-ficció Douglas Adams descriu, a la seva sèrie The Hitchhiker's Guide to the Galaxy, l'era heroica perduda de l'Imperi Galàctic, quan els aventurers audaços es van atrevir a "dividir amb audàcia infinitius que cap home havia dividit abans". Al llibre de 1995 The Physics of Star Trek, Lawrence M. Krauss comença una llista dels deu pitjors errors de Star Trek citant un dels seus col·legues que considera que el seu error més gran és "dividir un infinitiu cada vegada".